# 官話急就篇
『官話急就篇』（かんわきゅうしゅうへん）は、1904年（明治37年）8月、宮島大八によって善隣書院から発行された中国語会話教科書。タイトルは後に『急就篇』（きゅうしゅうへん）に変更された。

## 概要
1904年（明治37年）8月、『官話急就篇』として初版発行。126版出版される。1933年（昭和8年）6月、『官話急就篇』を改訂し、名称を『急就篇』に変更。45版が出版される。六角恒廣の『近代日本の中国語教育』では「昭和20年まで、（中略）中国語を学ぼうとする初学者は、誰でも一度は手にしたことのあるテキストである」と紹介されている。
『急就篇』は日常会話を中心に構成され、20世紀初期の北京を中心とする地域の口語中国語がどのようであったかを示している。その内容は現代中国語とは異なっているが、中国語の歴史的変遷を知る上で、きわめて貴重な資料となっている。
「急就篇」は漢字で書かれた中国文のみであったため、解説書としてローマ字発音を載せた「羅馬字急就篇」、全訳を載せた「急就篇総訳」、独習用「急就篇を基礎とせる支那語独習」等が発行された。

## 名称の由来
「官話」とは、中国では役人が使う公用語を指し、特に華北から東北に通用した「官話」を「北京官話」と呼ぶ。現代の標準語（普通話）は北京官話を基礎としている。
「急就篇」は、前漢末の史游の作と伝えられる漢字識字用不朽の小学書（教科書）に由来する。